# Eugenio Sánchez Foulkner
Eugenio Sánchez Foulkner  (Valparaíso, ? - 1927) fue un abogado y político chileno. Hijo de José Vicente Sánchez Bravo de Naveda y Loreto Foulkner Gac. Contrajo matrimonio con María Luisa Ovalle Reyes. 
Realizó sus estudios en el Colegio de los Sagrados Corazones de Valparaíso y en la Facultad de Derecho de la Universidad de Chile, donde juró como abogado (1876). 
Integró las filas del Partido Nacional. Elegido diputado por Valparaíso y Casablanca (1891-1894). En este período formó parte de la comisión permanente de Constitución, Legislación y Justicia.
Entre 1903 y 1905 ejerció como Intendente de Concepción.